# 391 Ingeborg
391 Ingeborg là một tiểu hành tinh ở vành đai chính, và có quỹ đạo cắt ngang quỹ đạo của Sao Hỏa. Nó được Max Wolf phát hiện ngày 1.11.1894 ở đài thiên văn Heidelberg. Không biết rõ nguồn gốc của nó, tuy nhiên có thể nó được đặt theo tên Ingeborg trong thần thoại Bắc Âu.